# Sutton 58
Sutton 58, también conocido como 3 Sutton Place, es un rascacielos residencial situado en el barrio de Sutton Place de Midtown East, en el distrito de Manhattan de Nueva York (Estados Unidos).

## Arquitectura
El edificio fue diseñado por Thomas Juul-Hansen y tiene 258 m de altura. Según diferentes fuentes, tiene 62 o 65 plantas. La parcela que ocupa contiene 24 000 m² de espacio edificable. La fachada de piedra y cristal de la torre tiene cinco crujías con ventanas en sus alzados norte y sur, y tres crujías en sus alzados este y oeste. El rascacielos tiene un ligero voladizo sobre un edificio adyacente al este. Este voladizo se extiende unos 3 metros sobre este inmueble, situado en el 434 East 58th Street. La superestructura es de hormigón armado. En la cima del edificio hay un ático de dos plantas y cinco dormitorios.

## Historia

### Proyecto de Bauhouse
En enero de 2015, el Bauhouse Group compró tres edificios de baja altura contiguos en el lado este de Midtown Manhattan. En marzo, la empresa adquirió un cuarto inmueble contiguo, junto con 10 000 m² de derechos aéreos, con la intención de construir un rascacielos residencial de lujo. En agosto de ese mismo año, Bauhouse compró otros 10 100 m² de derechos aéreos por 37.9 millones de dólares. La torre habría sido diseñada por Foster and Partners y habría tenido unos 300 metros de altura. Bauhouse consiguió un préstamo de 63 millones de dólares de Gamma Real Estate a principios de 2015 y recibió otro préstamo de 147 millones de dólares de Gamma en junio de ese año. La empresa inmobiliaria JLL actuó como intermediaria en estos dos préstamos.
El proyecto ya había generado oposición a mediados de 2015, y sus detractores recaudaron dinero para luchar contra él. Como respuesta directa al proyecto de 3 Sutton Place, políticos y miembros de la comunidad intentaron rezonificar el barrio, estableciendo un límite de altura de 79 m para la zona delimitada por la calle 52 al sur, la Primera Avenida al oeste, la calle 59 al norte y el río Este al este. En ese momento, el barrio no tenía ninguna restricción de altura para los edificios nuevos y los promotores solo tenían que reunir los derechos aéreos necesarios para construirlos. Los residentes del adyacente 434 East 58th Street, cuyos derechos aéreos Bauhouse había adquirido a finales de 2014 por 11 millones de dólares, afirmaron que les dijeron que el edificio tendría entre trece y treinta plantas, pero posteriormente les mostraron el proyecto de una torre de noventa plantas. De acuerdo con un portavoz de Bauhouse: «A medida que avanzó la acumulación de derechos aéreos durante 2015, el tamaño del edificio aumentó». En medio de la oposición, el ejecutivo de Bauhouse Joseph Beninati buscó un socio para el proyecto que pudiera proporcionar underwriting de su coste, estimado en 650 millones de dólares. En diciembre de 2015 se solicitaron permisos de demolición para la parcela. El propietario de una casa adyacente, que lindaba con uno de los edificios que iban a ser derribados, afirmó que la demolición dañaría su vivienda.
En enero de 2016, Bauhouse impagó el préstamo de 147 millones de dólares de Gamma. A principios del mes siguiente, Gamma inició el procedimiento de ejecución hipotecaria sobre la parcela, mientras Beninati buscaba un préstamo mezzanine de 80 millones de dólares para el proyecto. Gamma programó la subasta pública de la parcela para el 29 de febrero. Bauhouse pidió al juez que impidiera a Gamma ejecutar la hipoteca, pero esta solicitud fue denegada el 23 de febrero. El día siguiente, JLL demandó a Bauhouse por impago de la comisión de intermediación de los dos préstamos que esta empresa había obtenido de Gamma. Al no ser capaz de conseguir fondos adicionales, Bauhouse se declaró en quiebra dos días antes de la fecha programada de la subasta, consiguiendo así su cancelación. Los continuos litigios sembraron dudas sobre el futuro del proyecto. En abril de 2016 se celebró una audiencia ante el tribunal de quiebras.

### Adquisición por parte de Gamma Real Estate

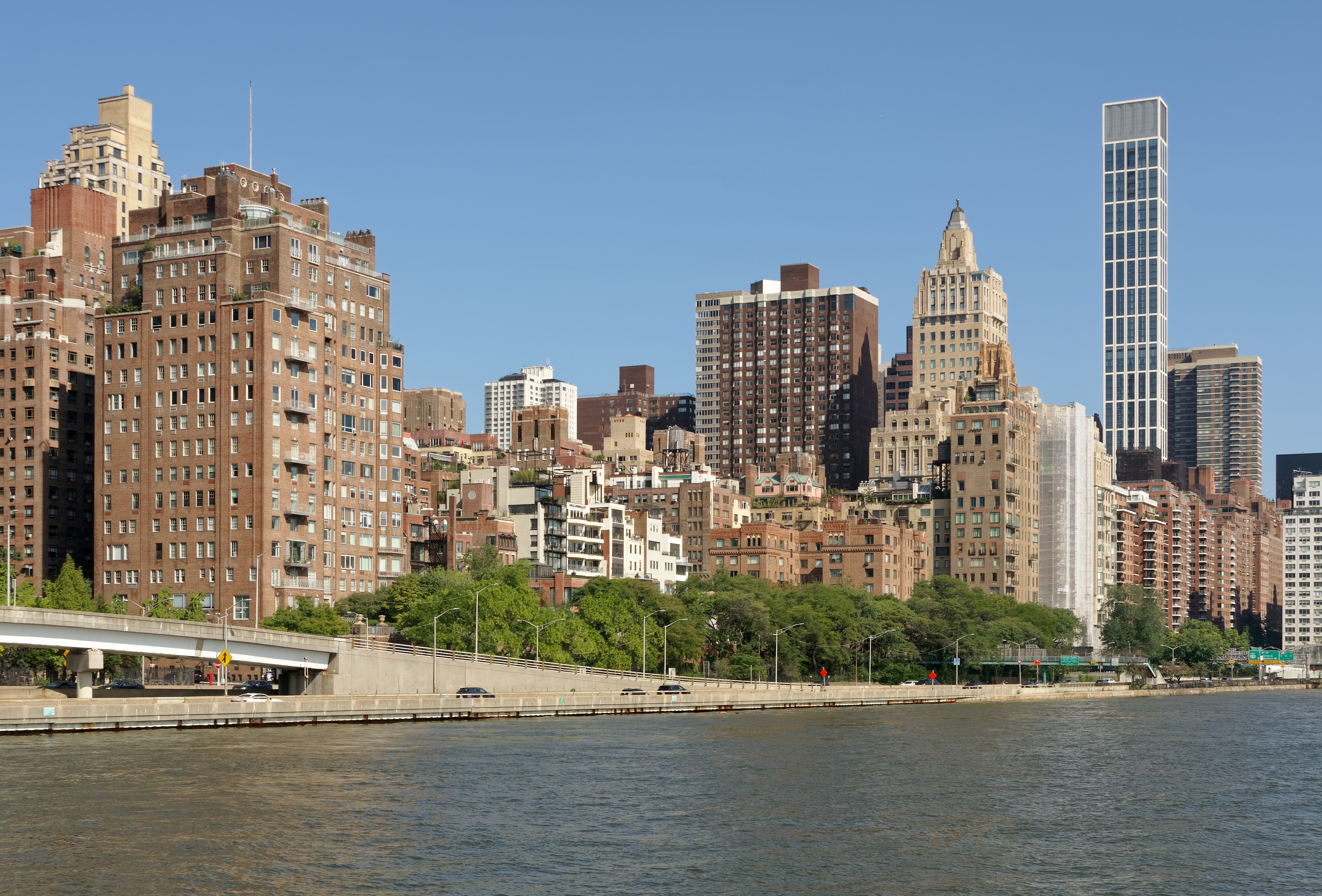
Edificios de apartamentos a orillas del río Este. Sutton 58 es el edificio más alto a la derecha.

En septiembre de 2016 se aprobó la subasta de la parcela del proyecto, y dos meses después se programó para diciembre. Gamma Real Estate adquirió la parcela en la subasta y anunció un nuevo proyecto. El proyecto contemplaba un edificio de 67 plantas con 125 apartamentos y unos 24 300 m². Al mismo tiempo, continuaron los esfuerzos por rezonificar el barrio. En abril de 2017, se publicó la propuesta inicial de rezonificación, que fue recibida negativamente. Ese mismo mes, Gamma Real Estate completó la adquisición de la parcela. La rezonificación obligaba a que los edificios dentro de la zona afectada tuvieran entre el 45 y el 50 por ciento de su volumen por debajo de los 46 m de altura. Por tanto, o bien el edificio no habría podido superar los 79 m, o bien la torre propuesta, de 244 m, habría tenido que tener unas plantas superiores muy estrechas, a lo que se oponía Gamma.
La rezonificación fue aprobada en noviembre y, después de que se revocara una decisión inicial que concedía una exención, las obras se detuvieron a finales de año. En ese momento, la cimentación estaba casi completada. Las obras se retomaron en junio de 2018 tras la aprobación de la Junta de Normas y Apelaciones, aunque los detractores del proyecto siguieron intentando detener su construcción. Las obras superaron el nivel de la calle en junio de 2019 y la instalación de la fachada empezó en diciembre de ese mismo año. En agosto de 2020, el rascacielos fue coronado y la instalación de la fachada alcanzó su punto medio. Las últimas secciones del cerramiento se instalaron en junio de 2021, y en agosto ya avanzaba la construcción de la corona. El edificio se completó en 2022.